# Bibaj (Kosovo)
Bibaj (albanisch seltener auch Bibë, serbisch Биба Biba) ist eine Ortschaft im Südosten des Kosovo in der Gemeinde Ferizaj. Drei Kilometer östlich liegt die Stadt Ferizaj.

## Bevölkerung

### Ethnien
| Jahr | Einwohner |
| ---- | --------- |
| 1948 | 255       |
| 1953 | 305       |
| 1961 | 341       |
| 1971 | 443       |
| 1981 | 592       |
| 1991 | 794       |
| 2011 | 1180      |

Die Volkszählung 2011 ermittelte für Bibaj 1180 Einwohner, darunter 1164 (98,64 %) Albaner. Von 16 Personen sind keine Daten zur Ethnie vorhanden.

### Religion
2011 bekannten sich von den 1180 Einwohnern 1095 zum Islam, 51 Personen gaben an, römisch-katholisch zu sein, eine Person gehört keiner Religionsgemeinschaft an, sechs Einwohner gaben keine Antwort bezüglich ihres Glaubens und über 27 Einwohner konnten keine Daten zur Religion ausfindig gemacht werden.

## Verkehr
Entlang von Bibaj verläuft die M-25.3 (Joseph R. Beau Biden), die Ferizaj mit Gjilan verbindet. Der Zugang zur Autostrada R 6 wurde am 22. Dezember 2017 eröffnet. Sie führt in Richtung Norden zur Hauptstadt Pristina über Babush und Lipjan und seit dem Frühjahr 2019 in Richtung Süden nach Han i Elezit bis zum Grenzübergang mit Nordmazedonien.